# 杜書伍
杜書伍（1952年—），生於台灣台北市，聯強國際創辦人，現任聯強國際集團總裁。

## 生平
杜書伍出生於教師世家，爺爺取名期許「與書為伍」。杜書伍高中就讀建國高中，畢業於國立交通大學計算與控制工程系。1976年進入神通電腦，擔任技術工程師及業務，引進台灣第一顆英特爾微處理器，並負責推廣英特爾處理器。1979年，創辦台灣第一本推廣微處理器的雜誌《微電腦時代》並曾因此獲得金鼎獎，為國內資訊科技普及化奠立重要基礎。1980 年杜书伍出任神通转投资子公司联通电子总经理，1981年，任聯通電子總經理并于1984年出任神通集团总管理处副总经理，着手推动多项行政制度革新，并负责筹建神达计算机位于新竹科学园区的第一座计算机组装厂。
創辦聯強國際
1988年，杜書伍創辦聯強國際並出任聯強國際總經理。他提出「池塘理論」，「BEPAI圓球理論」，首創專業通路商概念，以銷售、配送、維修的三合一經營模式，為高科技產品供應鏈提供整合型服務。1995年，推動聯強國際上市，成為第一家成功上市的資訊通路商。
1997年開始，以國際化、系統化等科學管理精神，建構全球化營運機制，跨足海外市場，帶領聯強成為亞太第一大資訊、通訊、消電、半導體產品的通路集團。
回饋社會
杜書伍深信「知識與經驗的分享，是回饋社會的最佳方式」，長期將通路經營理念與經營管理心得，以聯強EMBA專欄型式與社會大眾分享，並集結成多本著作，包括《打造將才基因》、《將將》、《觀念的力度》、《深思考的鍛鍊》與《不停駛的驛馬：聯強國際的通路霸業》、《3％的超越》。此外，杜書伍長期關注台灣高教人才培育，2014年起擔任東海大學董事、2019年起擔任交大兼任教授；同年與交大合開全球化企業營運實務課程；2023年獲聘陽明交通大學產學講座教授。

## 榮譽
1997年，獲選《台灣資訊產業開拓史十大關鍵人物》
1998年，獲選國立交通大學傑出校友
2008年，獲選國立交通大學最有影響力的50位校友
2016年，獲選《哈佛商業評論》台灣執行長前十強
2018年，第二度獲選《哈佛商業評論》台灣執行長前十強
2020年，第三度獲選《哈佛商業評論》台灣執行長前十強
2020年，獲頒工業技術研究院院士
2020年，獲科技管理學會頒發「科技管理獎」
2021年，獲頒國立交通大學名譽工學博士
2022年，四度獲選《哈佛商業評論》台灣執行長前十強
2022年，潘文淵基金會頒發「潘文淵獎」
2022年，遠見高峰會頒發「終身成就獎」
2024年，五度獲選《哈佛商業評論》百大企業領袖

## 著作
- 《不停駛的驛馬：聯強國際的通路霸業》：杜書伍等述，郭晉彰著，商訊文化2000年6月一版一刷，ISBN 957-873-334-8。
- 《3%的超越》：天下文化2006年5月第一版[22]
- 《打造將才基因》：天下雜誌2009年9月第一版，ISBN 978-986-241-048-6。
- 《將才：讓年輕人少奮鬥五年》：《打造將才基因》簡體中文版，山西教育出版社2010年7月出版，ISBN 978-7544044073。
- 《將將：打造將才基因2》：天下雜誌2012年5月第一版，ISBN 978-986-241-511-5。
- 《觀念漫談》：天下雜誌2016年5月第一版
- 《深思考的鍛鍊》：天下雜誌2022年8月第一版[23]

## 外部連結
- 聯強集團總裁杜書伍專欄 （页面存档备份，存于）
- 聯強集團總裁杜書伍FB （页面存档备份，存于）
- 《天下雜誌》杜書伍：國際化，不能光靠當地總經理
- 《哈佛商業評論》管理學潛移默化，成就聯強總裁杜書伍通路帝國 （页面存档备份，存于）
- 《哈佛商業評論》杜書伍專欄 （页面存档备份，存于）
- 工研院杜書伍院士簡介 （页面存档备份，存于）